# Allium anzalonei
Allium anzalonei är en amaryllisväxtart som beskrevs av Brullo, Pavone och Cristina Salmeri. Allium anzalonei ingår i släktet lökar, och familjen amaryllisväxter. Inga underarter finns listade i Catalogue of Life.